# Äquales Häusersystem
Das äquale Häusersystem ist in der Astrologie allgemein ein Häusersystem, bei dem der Tierkreis in 12 gleich große Häuser zu je 30° aufgeteilt wird. Eine solche Häuseraufteilung ist durch die Festlegung des Anfangspunktes schon völlig bestimmt.
Als äquales System im engeren Sinn, auch Modus Equalis oder äquale Manier genannt, wird eine Aufteilung bezeichnet, bei welcher der Anfangspunkt, also die Spitze des 1. Hauses, auf dem Aszendenten liegt. Wenn also der Aszendent auf 24° Löwe liegt, so liegt die Spitze des 2. Hause auf 24° Jungfrau, die des 3. auf 24° Waage usw.
Ein weiteres äquales System ist das sogenannte Ganzzeichen-Häusersystem oder auch System der ganzen Zeichen, bei dem der Beginn des Tierkreiszeichens, in dem sich der Aszendent befindet, als Anfang der Teilung genommen wird. In diesem System stimmen die Häuser und Tierkreiszeichen überein. Wenn zum Beispiel der Aszendent sich im Löwen befindet, so ist das Zeichen des Löwen das 1. Haus und 0° Löwe die Spitze des 1. Hauses, die Jungfrau das 2. Haus usw.
Die äqualen Häusersysteme zählen sicherlich zu den ältesten Systemen und sind in der westlichen Astrologie seit der Antike bekannt. In der vedischen Astrologie sind beide Formen bis heute gebräuchlich.
Die unter modernen Astrologen als primitiv betrachteten äqualen Systeme waren zu Beginn des 20. Jahrhunderts fast ganz außer Gebrauch gekommen. Auch bedingt durch ein vermehrtes Interesse an indischer Astrologie wurden sie seit den 1970er Jahren wieder vermehrt verwendet, wobei hinzukommt, dass diese Systeme vor der Verbreitung und allgemeinen Verfügbarkeit astrologischer Software und Internet-Horoskopie die sonst anspruchsvolle Berechnung der Häuserspitzen extrem vereinfachte. Popularisiert wurde das äquale System als das „älteste und einfachste“ insbesondere von Derek und Julia Parker, zwei in den USA sehr bekannten Astrologen.